# Pergalumna aegra
Pergalumna aegra är en kvalsterart som beskrevs av Pérez-Íñigo och Baggio 1986. Pergalumna aegra ingår i släktet Pergalumna och familjen Galumnidae. Inga underarter finns listade i Catalogue of Life.